# Arctosa niccensis
Arctosa niccensis là một loài nhện trong họ Lycosidae.
Loài này thuộc chi Arctosa. Arctosa niccensis được Embrik Strand miêu tả năm 1907.